# Ilıcaköy, Geyve
Ilıcaköy là một xã thuộc huyện Geyve, tỉnh Sakarya, Thổ Nhĩ Kỳ. Dân số thời điểm năm 2008 là 114 người.